# 有理依存性
数学においてある実数の集まりが有理独立（ゆうりどくりつ、英: rationally independent）であるとは、それらの有理係数による線型結合で表すことの出来る数が、その集まりの中に含まれないことを言う。有理独立でない数の集まりのことを有理依存（ゆうりいぞん、英: rationally dependent）と言う。例えば、次の例が挙げられる：
{\displaystyle {\begin{matrix}{\mbox{independent}}\qquad \\\underbrace {\overbrace {3,\quad {\sqrt {8}}\quad } ,1+{\sqrt {2}}} \\{\mbox{dependent}}\\\end{matrix}}}

## 正式な定義
実数 ω1, ω2, ... , ωn が有理依存であるとは、少なくとも一つはゼロではない整数 k1, k2, ... , kn で、次を満たすものが存在することを言う：
{\displaystyle k_{1}\omega _{1}+k_{2}\omega _{2}+\cdots +k_{n}\omega _{n}=0.}
このような整数が存在しないなら、そのベクトルは有理独立と呼ばれる。この条件は次の様に表現し直すことが出来る：ω1, ω2, ... , ωn が有理独立であるとは、次の式
{\displaystyle k_{1}\omega _{1}+k_{2}\omega _{2}+\cdots +k_{n}\omega _{n}=0}
を満たす n-組の整数 k1, k2, ... , kn は自明解、すなわちすべての ki がゼロとなるもののみであることを言う。
実数は有理数についてのベクトル空間を構成するため、これは通常のベクトル空間における線型独立の概念と同値である。